# Breivikfjorden
Breivikfjorden er en fjord på vestsiden af Sørøya i Hasvik kommune i Troms og Finnmark fylke i Norge. Fjorden er 8 kilometer lang og op til 4 kilometer bred.
Fjorden har indløb mellem Ramneset i vest og Reinneset i øst og går mod nordøst til Høyvik i enden af fjorden. På østsiden af fjorden ligger landsbyen Breivikbotn. Længst mod vest på nordsideb af fjorden ligger bygden Breivik. Der er ellers sparsomt med bebyggelse langs fjorden. Fylkesvej 102 (Finnmark) går langs nordsiden af fjorden.